# Rotpost
Rotpost (avverkningsrätt), virke stående på rot som säljs, genom anbudsförfarande, för slutavverkning. Som anbudsunderlag används en förteckning över det aktuella beståndets trädslagsfördelning och volyminnehåll, en s.k. stämplingslängd. Uppmätningen av skogen, stämplingen, utförs vanligen inte av skogsägaren själv utan av någon av de presumtiva köparna betrodd part.
Skogen säljs stående på rot och köparen förutsätts stå för kostnaderna för avverkning och utdrivning av timmer och massaved. Efter att en rotpost bytt ägare är köparen förpliktigad att avverka posten inom en viss avtalad tidsperiod, vanligen två år. Det är vanligt att denna tidsfrist åtminstone delvis utnyttjas eftersom industrin gärna håller rotstående skog på lager för att jämna ut sitt råvaruflöde. Ett köp av en rotpost är inte ett köp i egentlig mening, utan en  upplåtelse  av en avverkningsrätt.
Köpare av rotposter är de stora skogsbolagen, virkeshandlare och privata sågverk. Skogsägarföreningar köper skog på rot uteslutande genom avverkningsuppdrag eftersom de av rättviseskäl vill hålla samma prisnivå till sina medlemmar.